# Alstonefield
Alstonefield is een civil parish in het bestuurlijke gebied Staffordshire Moorlands, in het Engelse graafschap Staffordshire met 304 inwoners.